# Джерре-де-Капріолі
Джерре-де-Капріолі (італ. Gerre de' Caprioli) — муніципалітет в Італії, у регіоні Ломбардія,  провінція Кремона.
Джерре-де-Капріолі розташоване на відстані близько 410 км на північний захід від Рима, 80 км на південний схід від Мілана, 6 км на південь від Кремони.
Населення — 1300 осіб (2014).

## Демографія
Населення за роками:

Станом на 1 січня 2023 року в муніципалітеті офіційно проживало 86 іноземців з 13 країн, серед них 48 громадян країн Євросоюзу та 1 громадянин України.

## Сусідні муніципалітети
- Кастельветро-П'ячентіно
- Кремона
- Станьо-Ломбардо